# Stilpnus melanarius
Stilpnus melanarius är en stekelart som först beskrevs av Forster 1876.  Stilpnus melanarius ingår i släktet Stilpnus och familjen brokparasitsteklar. Inga underarter finns listade i Catalogue of Life.